# Карли, Хоэль
Мау́ро Хоэ́ль Ка́рли (исп. Mauro Joel Carli; 19 октября 1986, Мар-дель-Плата, провинция Буэнос-Айрес) — аргентинский футболист, центральный, а также правый фланговый защитник.

## Биография
Хоэль Карли родился в Мар-дель-Плате, начинал играть в футбол в командах родного города — «Кильмесе» и «Кимберлее». С 2002 года стал заниматься в академии главной команды города, «Альдосиви». Спустя четыре года дебютировал в основном составе. Карли был игроком «Альдосиви» до 2011 года, однако дважды отдавался в аренду — в «Депортиво Морон» в сезоне 2007/08, а также в «Химнасию и Эсгриму» из Ла-Платы в сезоне 2009/10. Впрочем, за последнюю команду он не провёл ни одного матча. В первые годы карьеры Карли действовал на позиции правого флангового защитника.
В 2011 году Хоэль перешёл в «Кильмес» из одноимённого города. По итогам сезона 2011/12 команда заняла второе место в Примере B Насьональ, втором по значимости дивизионе страны, и вернула себе место в Примере. С «Кильмесом» Карли провёл четыре сезона в Примере. 20 августа 2012 года он забил свой первый гол в чемпионате Аргентины в ворота «Униона» (Санта-Фе). Этот гол принёс победу «пивоварам» со счётом 2:1.
В декабре 2015 года Хоэль Карли подписал 2-летний контракт с бразильским «Ботафого». С февраля 2016 года стал регулярно выступать за новую команду, сначала в чемпионате штата, а затем и в чемпионате и Кубке Бразилии. К концу сезона Карли стал одним из вице-капитанов клуба, а после травмы Джефферсона зачастую выводил команду на поле с капитанской повязкой. Благодаря хорошим выступлениям клуб продлил контракт с аргентинцем до конца 2018 года.

## Достижения
- Вице-чемпион Примеры B Насьональ (1): 2011/12
- Вице-чемпион штата Рио-де-Жанейро (1): 2016